# علی قربانخانی
علی قربانخانی (زادهٔ ۱۴ مارس ۱۹۹۶) در همدان؛ بازیکن فوتبال اهل ایران است که در پست مهاجم بازی می‌کند.

## دوران باشگاهی

### گل‌گهر سیرجان
وی اولین بازی خود در لیگ برتر خلیج فارس را در هفته اول لیگ برتر فوتبال ایران ۹۹–۱۳۹۸، مقابل باشگاه فوتبال نساجی مازندران انجام داد.

## افتخارات
گل‌گهر سیرجان
- لیگ آزادگان (دسته یک): ۹۸–۱۳۹۷ (قهرمان و صعود به لیگ برتر خلیج فارس.)